# Anneissia
Genre
Anneissia est un genre de comatules de la famille des Comatulidae.

## Systématique
Le genre Anneissia a été créé en 2014 par Mindi M. Summers (d), Charles G. Messing (d) et Greg W. Rouse (d) et ce en partie sur la base du genre précédemment nommé Oxycomanthus, une partie des espèces étant reversées au genre proche Clarkcomanthus. 

## Description et caractéristiques
Ce sont de grosses comatules robustes, dont la bouche est excentrée à l'âge adulte. Les bras sont nombreux, jusqu'à 120. Le centrodorsal est circulaire, large et épais, et porte presque toujours des cirrhes, souvent longs et bien développés (entre 30 et 70). Les pinnules orales (P2 à P5) portent des épines pointues formant un peigne.
Il s'agit d'un genre essentiellement Pacifique, limité à l'ouest à la mer d'Andaman.

## Liste des espèces
Selon World Register of Marine Species (4 juin 2021) :
- Anneissia benhami (A.H. Clark, 1916)
- Anneissia bennetti (Müller, 1841) (Comatule de Bennett) -- Pacifique ouest et région indonésienne de l'Australie au Japon
- Anneissia grandicalyx (Carpenter, 1882) -- Mer de Chine
- Anneissia intermedia (AH Clark, 1916)
- Anneissia japonica (Müller, 1841) -- Japon
- Anneissia muelleri Rowe, Hoggett, Birtles & Vail, 1986
- Anneissia pinguis (AH Clark, 1909) -- Mer de Chine orientale
- Anneissia plectrophorum (HL Clark, 1916) -- Pacifique ouest
- Anneissia solaster (AH Clark, 1907)

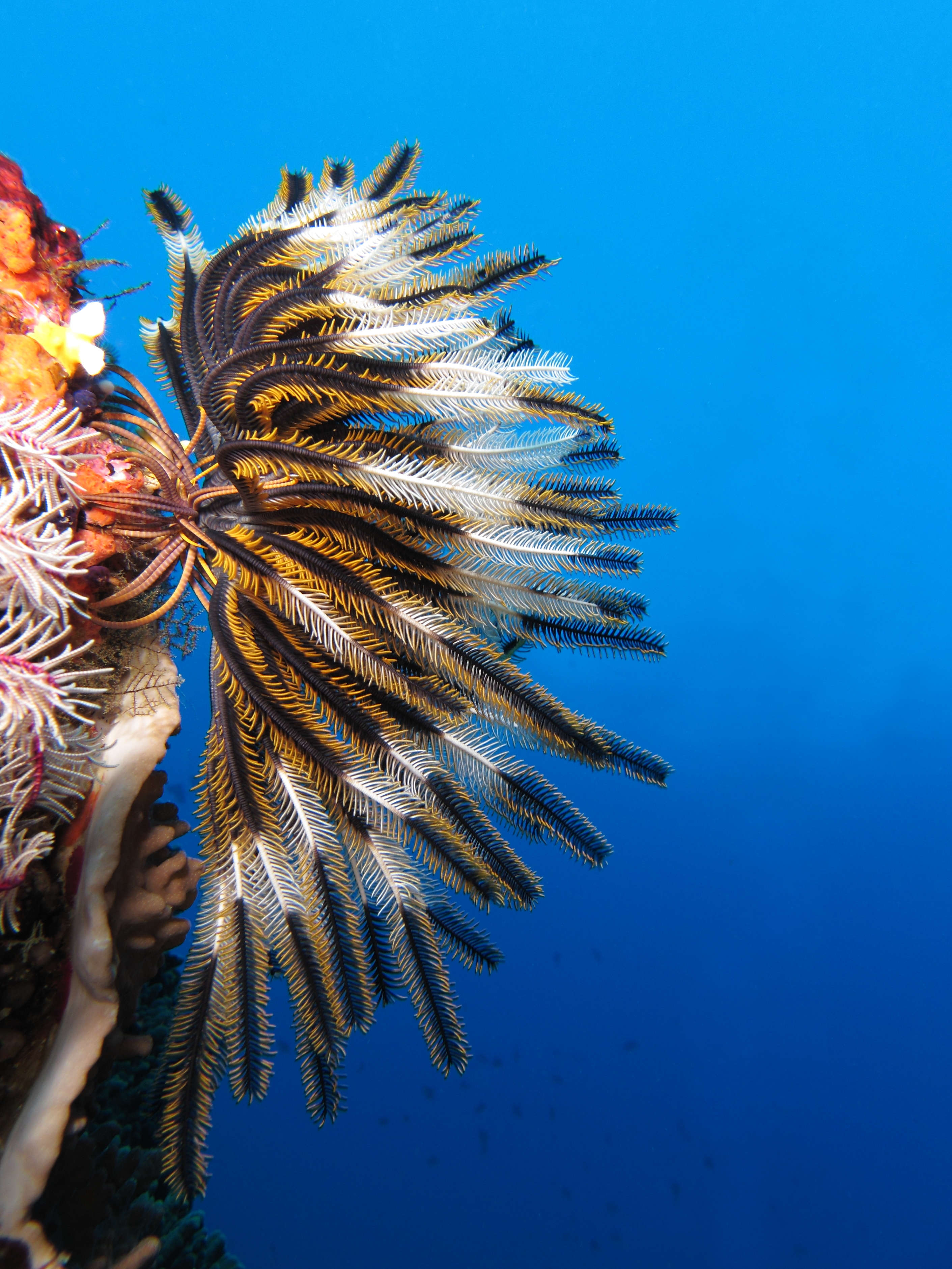
Anneissia bennetti.
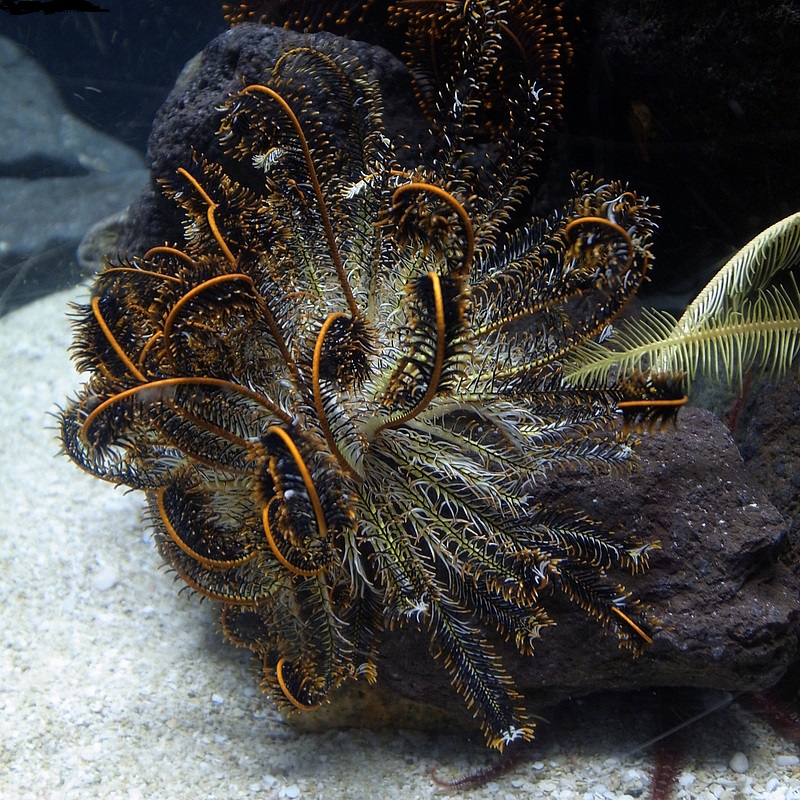
Anneissia japonica.
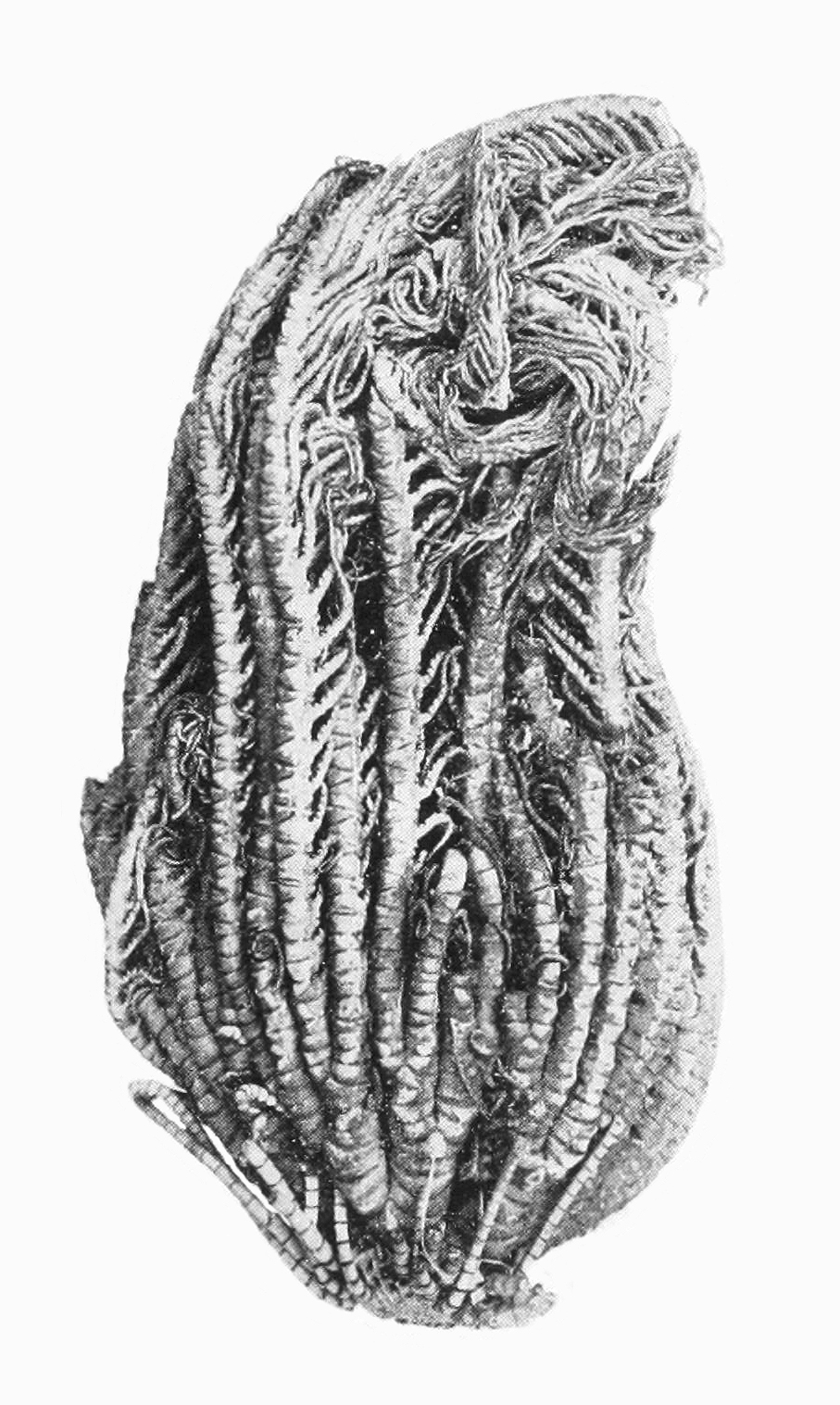
Anneissia plectrophorum.

## Publication originale
- (en) Mindi M. Summers, Charles G. Messing et Greg W. Rouse, « Phylogeny of Comatulidae (Echinodermata: Crinoidea: Comatulida): a new classification and an assessment of morphological characters for crinoid taxonomy », Molecular Phylogenetics and Evolution, Academic Press et Elsevier, vol. 80,‎ 25 juillet 2014, p. 319-339 (ISSN 1055-7903 et 1095-9513, PMID 25065346, DOI 10.1016/J.YMPEV.2014.06.030).